# Karlshagen
Karlshagen är en kommun och ort i Landkreis Vorpommern-Greifswald i förbundslandet Mecklenburg-Vorpommern i Tyskland.
Kommunen ingår i kommunalförbundet Amt Usedom-Nord tillsammans med kommunerna Mölschow, Peenemünde, Trassenheide och Zinnowitz.